# Rhaphiodon (vis)
Rhaphiodon is een monotypisch geslacht van straalvinnige vissen uit de familie van de karperzalmen (Cynodontidae).

## Soort
- Rhaphiodon vulpinus Spix & Agassiz, 1829